# Cerklje na Gorenjskem
Cerklje na Gorenjskem (Duits: Zirklach in der Oberkrain) is een gemeente in Slovenië in de regio Gorenjska. De gemeente telde in 2004 6402 inwoners. De gelijknamige hoofdplaats telde 4207 inwoners (2002). In 2004 vierde Cerklje na Gorenjskem het 850-jarige bestaan. In Cerklje (Spodnji Brnik) ligt de internationale Sloveense luchthaven Brnik. Cerklje na Gorenjskem telt veel pendelaars onder de bevolking, in enkele dorpen overweegt nog het agrarisch bedrijf. In toenemende mate profiteert de gemeente van het toerisme, met name het wintertoerisme rond skigebied Krvavec.
De gemeente omvat naast Cerklje ook volgende plaatsen: Trata, Adergas, Velesovo, Praprotna Polica, Pšata, Poženik (eerste vermelding in 1160), Šmartno, Zalog (eerste vermelding in 1299), Lahovče, Vopovlje (eerste vermelding in 1238), Spodnji Brnik, Zgornji Brnik, Štefanja Gora (eerste vermelding in 1132), Ambrož pod Krvavcem, Stiška vas, Ravne, Apno (eerste vermelding in 1232), Šenturška Gora (eerste vermelding in 1368), Sidraž (eerste vermelding in 1421), Sveti Lenart, Grad en Dvorje (eerste vermelding in 1287).

## Oudheid
Poženik bezit ruïnes van een middeleeuws kasteel en archeologische vindplaatsen uit de late bronstijd. Ook in Štefanja Gora zijn overblijfselen van een nederzetting uit de prehistorie en Oudheid gevonden. In Šmartno is naast het kerkgebouw een oud-Slavisch grafveld gevonden, evenals enige gebouwen uit de late Oudheid.

## Monumenten
In Pšata ligt de uit de Middeleeuwen daterende votiefkerk van H. Maria Magdalena, die in de 18e eeuw werd gebarokiseerd.
Het dorp Šmartno kent een kerk van H. Martinus uit 1742.
Zalog heeft een parochiekerk (met fresco's aan de buitenmuren) van H. Mattheus uit de 17e eeuw.
In Lahovče zijn overblijfselen van Romeinse gebouwen en graven gevonden. Hier ligt ook de barokke kerk H. Florianus uit de 17e eeuw, die na een restauratie voor een deel door 19e-eeuwse elementen wordt gekenmerkt.
Zgornji Brnik bezit een kerk van H. Johannes de Doper uit 1743.
Een in 1805 gebouwde kerk van H. Stephanus staat in het naar deze heilige genoemde Žtefanja Gora. In 1132 wordt het Gora Svetega Žtefana (berg van Sint-Stefan) genoemd. Overblijfselen uit de prehistorie en Oudheid tonen aan dat deze plaats reeds vroeg bewoond werd.
Stiška vas heeft een kerk van H. Kruis uit het midden van de 18e eeuw.
Šenturška Gora heette oorspronkelijk Gora Svetega Ulrika (berg van Sint-Ulrich). De kerk van H. Ulrich werd in 1764 gebarokiseerd.
In Sveti Lenart staat een in 1747 verbouwde kerk van H. Leonardus. Voor 1994 heette Sveti Lenart enige tijd Lenart na Rebri.
Het dorpje Grad heeft een uit 1426 daterende votiefkerk H. Helena.

## Dominicanessenklooster
In Adergas bevindt zich het in 1238 door de patriarch van Aquilea gestichte Dominicanessenklooster Velesovo. Nadat het in 1471 door de Turken zwaar beschadigd was, moest het lang wachten op de verbouwing, die uiteindelijk tussen 1732 en 1771 voltooid werd. De Oostenrijkse keizer Jozef II schafte het klooster in 1782 af en vestigde er een ziekenhuis. In de loop der tijd is alleen het oostelijke gedeelte behouden gebleven, waar nu de school en pastorie gevestigd zijn.
De naast het klooster gelegen kerk van H. Margaretha dateert van voor 1163. De eveneens hier gebouwde parochiekerk van Maria Bezoek werd gebouwd in de stijl van de barok. Martin Johann Schmidt uit Krems en Valentin Metzinger uit Ljubljana zorgden voor het schilderwerk. Verder bezit deze kerk het oudste Mariabeeld van het land.

## Plaatsen in de gemeente
Adergas, Ambrož pod Krvavcem, Apno, Cerkljanska Dobrava, Cerklje na Gorenjskem, Dvorje, Češnjevek, Glinje, Grad, Lahovče, Poženik, Praprotna Polica, Pšata, Pšenična Polica, Ravne, Sidraž, Spodnji Brnik, Stiška vas, Sveti Lenart, Šenturška Gora, Šmartno, Štefanja Gora, Trata pri Velesovem, Vašca, Velesovo, Viševca, Vopovlje, Vrhovje, Zalog pri Cerkljah en Zgornji Brnik.

## In Cerklje na Gorenjskem zijn geboren
- Matevž Ravnikar (1802-1864), dichter
- Davorin Jenko (1835-1914), componist

Bled · Bohinj · Cerklje na Gorenjskem · Gorenja vas-Poljane · Jesenice · Jezersko · Kranj · Kranjska Gora · Naklo · Preddvor · Radovljica · Šenčur · Škofja Loka · Tržič · Železniki · Žiri · Žirovnica